# سیارک ۲۲۱۶۲
سیارک ۲۲۱۶۲ (به انگلیسی: 22162 Leslijohnson، نامگذاری:2000WS123) بیست و دو هزار و صد و شصت و دومین سیارک کشف شده‌است که در ۲۹ نوامبر ۲۰۰۰ کشف شد.
قدر مطلق سیارک برابر ۱۷.۸ است.